# 338 v. Chr.
Portal Geschichte | Portal Biografien | Aktuelle Ereignisse | Jahreskalender | Tagesartikel

◄ |
5. Jahrhundert v. Chr. |
4. Jahrhundert v. Chr. |
3. Jahrhundert v. Chr. |
►

◄ | 350er v. Chr. | 340er v. Chr. | 330er v. Chr. | 320er v. Chr. |
310er v. Chr. |
►

◄◄ | ◄ | 341 v. Chr. | 340 v. Chr. | 339 v. Chr. | 338 v. Chr. |
337 v. Chr. |
336 v. Chr. |
335 v. Chr. |
► |
►►

## Ereignisse

### Griechenland

Schlacht von Chaironeia

- 2. August: Philipp II., König von Makedonien, besiegt mit seinem Heer die Truppen von Athen und Theben in der Schlacht von Chaironeia vernichtend und besiegelt damit die Hegemonie Makedoniens über Griechenland. Die in den Makedonischen Kriegen endgültig besiegten Griechen werden recht schonend behandelt. Das unterlegene Athen darf seine demokratische Verfassung behalten. Theben wird jedoch einem Straffrieden unterworfen, der eine makedonische Besatzung zur Folge hat.
- Winter 338/337: Philipp beruft einen panhellenischen Kongress nach Korinth ein. Dort wird der Korinthische Bund geschlossen.
- Die Ätolier gewinnen Nafpaktos. Ambrakia ergibt sich den Makedoniern.
- Archidamos III., König von Sparta, fällt in Süditalien bei Manduria, als er Spartas Tochterkolonie Tarent gegen Lukaner und Messapier beisteht. Sein Nachfolger in Sparta wird Agis III.

### Vorderasien
- Der aus Ägypten stammende Eunuch und Hofminister Bagoas vergiftet den persischen Großkönigs Artaxerxes III. und mehrere seiner Söhne, vermutlich  weil dieser nach der Eroberung Ägyptens den heiligen Apis-Stier von Memphis töten hat lassen. Anschließend lässt er den Leichnam des Großkönigs den Tieren zum Fraß vorwerfen. Der von Bagoas verschonte jüngste Sohn Arses wird als Marionette des Ministers Nachfolger seines Vaters im Reich der Achämeniden.

### Römische Expansion
- Die Römer unter dem Befehl von Manlius Imperiosus besiegen die Latiner, Volsker und Aurunker in der Schlacht von Trifanum. Der römische Feldherr Furius siegt über Pedum und Tribur, während Manlius über Antium, Lavinium und Velitrae siegt. Entscheidend wird der Sieg über die Volsker in einer Seeschlacht vor der latinischen Küste. Die Schiffsschnäbel der sechs erbeuteten Schiffe stellen die Römer auf der Rostra aus.
- Die Römer gehen als Sieger aus dem Latinerkrieg hervor und unterwerfen den Latinischen Städtebund. Aricia, Lanuvium, Nomentum, Pedum und Rusculum erhalten das Bürgerrecht, Capua, Cumae, Formiae, Fundi und Suessula die zivilrechtliche Gleichstellung mit Rom.

### Kaiserreich China
siehe Hauptartikel Kaiserreich China

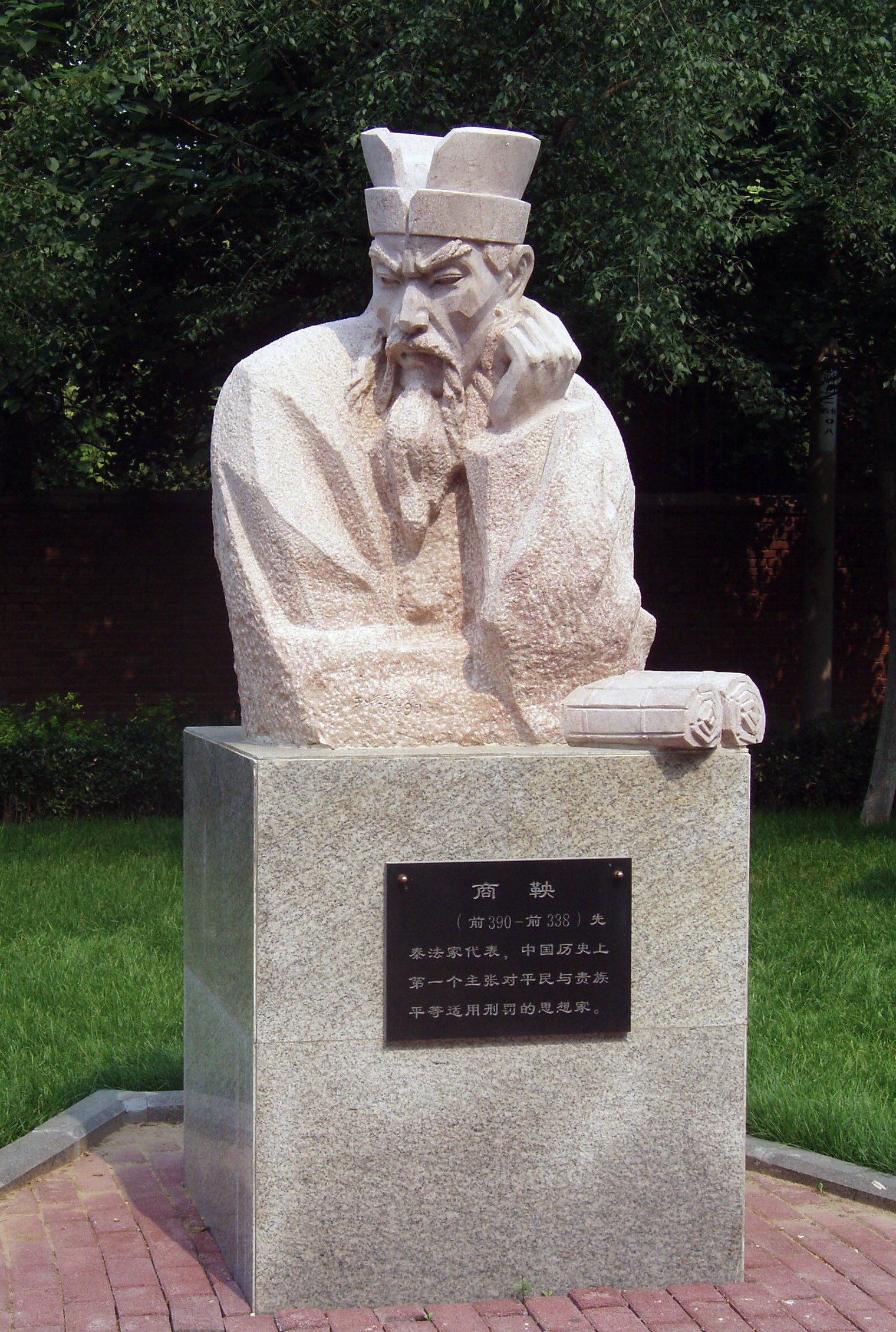
Statue von Shang Yang (商鞅)

- Zeit der Streitenden Reiche: Im Staat Qin folgt Huiwen auf Xiao. Huiwen lässt zur Sicherung seiner Alleinherrschaft den Minister Shang Yang exekutieren, der mit seinen Reformen Qin zum mächtigsten chinesischen Staat gemacht hat.

## Gestorben
- Isokrates, griechischer Redner (* 436 v. Chr.)
- Artaxerxes III., persischer Großkönig (* um 390 v. Chr.)
- Archidamos III., König von Sparta (* um 400 v. Chr.)
- Shang Yang, chinesischer Politiker
- 339 oder 338: Hiketas, Tyrann von Leontinoi